# نادي عين التمر
نادي عين التمر الرياضي هو فريق كرة قدم عراقي مقره في كربلاء، تأسس عام 2009، ويلعب في القسم العراقي الثالث.

## ملعب
افتتحت وزارة الشباب والرياضة في 11 مارس 2019، ملعب عين التمر وشمل الافتتاح حضورًا جماهيرياً كبيرًا.

## التاريخ الإداري
- فاضل سعيد
- فلاح المشهداني

## روابط خارجية
- أندية العراق - تواريخ التأسيس